# Базилевский, Владимир Николаевич
Владимир Николаевич Базилевский (25 сентября (7 октября) 1844 — 29 января (10 февраля) 1898) — генерал-майор Русской императорской армии, участник польской кампании 1863—1864 годов и русско-турецкой войны 1877—1878 годов.

## Биография
Происходил из дворян Воронежской губернии. Сын генерал-майора Николая Васильевича Базилевского (1798 — после 1859). Брат генерал-лейтенанта М. Н. Базилевского.
В 1862 году окончил Полоцкий кадетский корпус, а в 1863 году Константиновское военное училище. Офицер гвардейской пехоты. Капитан гвардии с 1875 года, полковник с 1878 года, генерал-майор с 1894 года. Участник польской кампании 1863—1864 годов и Русско-турецкой войны 1877—1878 годов. С 1886 года командир 106-го пехотного Уфимского полка, а с 1894 года — 2-й бригады 27-й пехотной дивизии. 
Также Базилевский был почётным членом оркестра медных инструментов, организованного в 1872 году по распоряжению великого князя Александра Александровича (будущего императора Александра III). Владимир Николаевич активно участвовал в работе оркестра с самого его основания по 1888 год. В знак признательности музыканту в 1878 году Александр III стал крёстным отцом новорождённой дочери Базилевского Софьи. Похоронен на Никольском кладбище Александро-Невской лавры в Санкт-Петербурге.
Был женат на Ольге Егоровне Вессель (?—1919), дочери генерал-лейтенанта Е. Х. Весселя. В семье родилось трое детей. Дочь, Софья Владимировна (1878—1919), жена статского советника Г. Г. Карцова (1868—1947) и мать историка В. Г. Карцова.

## Награды
- Орден Святой Анны 3-й степени (1870)
- Орден Святого Станислава 2-й степени (1875)
- Орден Святого Владимира 4-й степени с мечами и бантом (1878)
- Орден Святой Анны 2-й степени (1882)
- Орден Князя Даниила I 3-й и 2-й степени (Черногория, 1883)
- Орден Святого Владимира 3-й степени (1888)